# 862 Franzia
862 Franzia је астероид главног астероидног појаса са пречником од приближно 27,26 .
Афел астероида је на удаљености од 3,026 астрономских јединица (АЈ) од Сунца, а перихел на 2,579 АЈ. 
Ексцентрицитет орбите износи 0,079, инклинација (нагиб) орбите у односу на раван еклиптике 13,900 степени, а орбитални период износи 1713,885 дана (4,692 године). 
Апсолутна магнитуда астероида је 10,60 а геометријски албедо 0,136.
Астероид је откривен 28. јануара 1917. године.